# UCI ProTour 2008
L'edició del 2008 de l'UCI ProTour va ser la quarta edició d'aquesta competició introduïda per la Unió Ciclista Internacional per substituir l'antiga Copa del Món UCI. Estava composta de quinze curses ciclistes en les quals van participar obligatòriament els divuit equips que formaven part del ProTour.
També es tractava de la primera edició de l'UCI ProTour que incloïa curses fora d'Europa. La cursa per etapes australiana es va convertir en la primera cursa a beneficiar-se del desig que té la Unió Ciclista Internacional de globalitzar aquesta competició.

## Modificacions del calendari

### Situació prèvia
Els organitzadors de les tres grans voltes del ciclisme, RCS Sport, Amaury Sport Organisation i Unipublic, ja s'havien queixat des del principi del nou sistema que representava l'UCI ProTour, argumentant que amenaçava els seus interessos en els drets de televisió i altres tipus de patrocini.

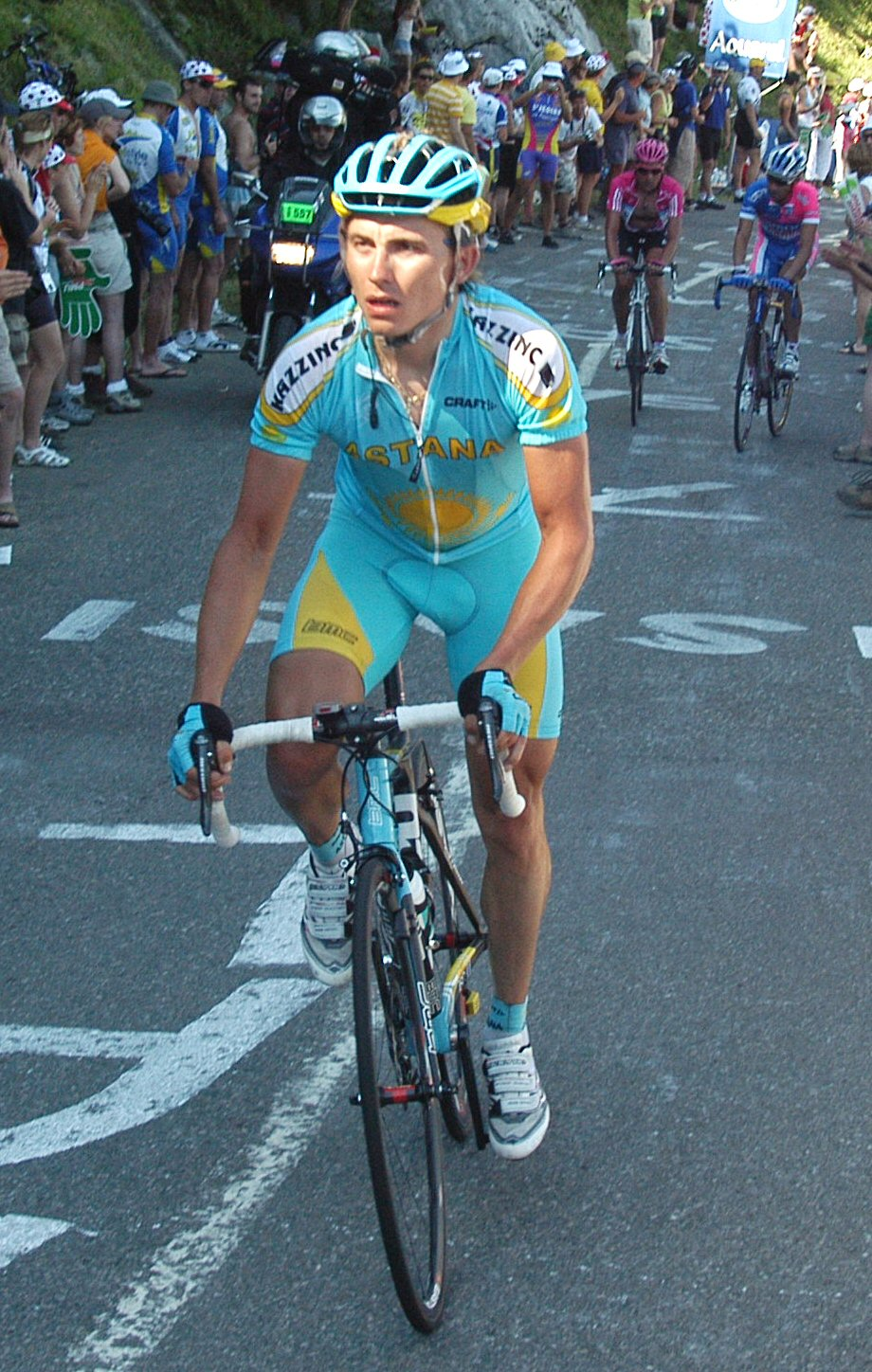
L'equip Astana va poder participar en el Tour de França 2007 (a la foto, Maksim Iglinski a la setena etapa) però l'equip Unibet en va quedar fora.

La situació va esdevenir encara més tensa quan, a finals del 2006, la Unió Ciclista Internacional va concedir llicències ProTour als equips Astana i Unibet.com malgrat que els organitzadors havien demanat repetidament que es reduís el nombre d'equips del ProTour per poder convidar més equips wildcard a les seves curses. Després de moltes negociacions, acusacions creuades, intercanvis d'amenaces i fins i tot una petició de l'UCI de boicotejar la París-Niça (organitzada per Amaury Sport Organisation), la situació es va resoldre provisionalment a principis de març del 2007. Els organitzadors van acceptar de convidar els divuit equips que ja formaven part del ProTour a principis del 2006 però es van negar a assegurar un lloc a les seves curses a Astana i Unibet.com.
Al llarg de la temporada 2007, l'equip Astana no va tenir problemes per participar en les curses més importants, probablement gràcies a ciclistes com ara Aleksandr Vinokúrov, Andreas Klöden o Paolo Savoldelli, però l'equip Unibet.com, que no comptava amb figures per atraure els organitzadors, es va perdre moltes curses que en teoria hauria d'haver pogut disputar, entre elles les tres grans voltes del ciclisme. Amaury Sport Organisation va escudar-se darrere una llei francesa que prohibeix la publicitat d'empreses d'apostes però semblava evident que en realitat, només estava utilitzant l'equip suec com un peó en la seva partida contra l'UCI. Després de diversos judicis i recursos amb resultats variats, el patrocinador Unibet va decidir abandonar el ciclisme a finals de la temporada 2007.
Els organitzadors, encoratjats per aquest èxit a l'hora d'imposar les wildcards sobre els equips que l'UCI els exigia que convidessin a les seves curses, van fer un front comú a finals del 2007 i van anunciar que retiraven les seves curses de la competició.

### Globalització del ProTour

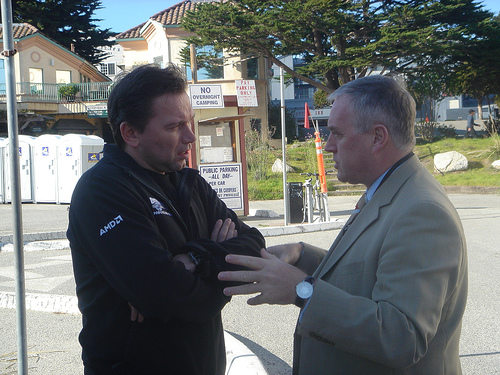
Pat McQuaid (dreta), president de l'UCI: un dels impulsors de l'expansió del ProTour. Aquí amb Johan Bruyneel.

La Unió Ciclista Internacional sempre havia mostrat el seu desig d'estendre l'UCI ProTour arreu del món per promoure el ciclisme. Així doncs, aquesta ruptura amb els organitzadors, que va significar la pèrdua d'onze curses del ProTour, semblava l'oportunitat perfecta per encetar l'expansió de la competició a altres continents. El Tour of California (Estats Units) i el Tour Down Under (Austràlia) van ser els noms que més van sonar per entrar a formar part del ProTour i finalment va ser la cursa australiana la que va aconseguir entrar. A més, el calendari ProTour va incloure una cursa anomenada La Finale per acabar la temporada que finalment no es disputà.
| «             | Si el ciclisme roman únicament als quatre països d'Europa occidental, que és el que les Grans Voltes volen que fem, l'esport mai no es desenvoluparà. | » |
| — Pat McQuaid | |   |

## Criteris de puntuació

### Classificació individual
Els ciclistes obtenen punts ProTour segons els llocs que obtinguin a les etapes i a les classificacions generals de les curses per etapes, així com a les curses d'un dia.
- Categoria 1: Voltes per etapes • Tour de Flandes
- Categoria 2: Altres curses d'un dia

#### Classificacions generals o curses d'un dia
| Posició     | Cat. 1 | Cat. 2 |
| ----------- | ------ | ------ |
| Primer lloc | 50     | 40     |
| Segon lloc  | 40     | 30     |
| Tercer lloc | 35     | 25     |
| Quart lloc  | 30     | 20     |
| Cinquè lloc | 25     | 15     |
| Sisè lloc   | 20     | 11     |
| Setè lloc   | 15     | 7      |
| Vuitè lloc  | 10     | 5      |
| Novè lloc   | 5      | 3      |
| Desè lloc   | 1      | 1      |

#### Etapes
| Posició     | Punts |
| ----------- | ----- |
| Primer lloc | 3     |
| Segon lloc  | 2     |
| Tercer lloc | 1     |

- Els punts guanyats durant les curses per etapes són atorgats l'últim dia de la cursa.
- Les contrarellotges per equips no atorguen punts individuals, llevat de la Contrarellotge per equips d'Eindhoven. En aquest cas, tots els ciclistes de l'equip guanyador que acabin la contrarellotge reben deu punts; els del segon equip nou, i així successivament fins als ciclistes del desè equip que en reben un.
- Els punts aconseguits per corredors que no són de l'UCI ProTour no són atorgats.
- En cas d'empat, es classifica primer el ciclista que hagi obtingut més primers llocs. Si l'empat persisteix, es classifica primer el que hagi obtingut més segons llocs, i així successivament.
- El líder de la classificació del ProTour porta un mallot blanc per identificar-lo.

### Classificació per equips
Al final de cada cursa, es reparteixen els punts segons la classificació per equips. El 1r rep 20 punts, el 2n 19, el 3r 18, i així en ordre descendent fins a arribar al 17è, que en rep quatre. Els punts rebuts per equips que no són del ProTour no són atorgats.

### Classificació per països
La classificació per països s'obté sumant els punts dels cinc millors ciclistes de cada país a la classificació individual del ProTour.

## Equips
L'edició del 2008 de l'UCI ProTour compta amb divuit equips, és a dir, dos menys que les anteriors edicions de la competició. L'equip Discovery Channel va desaparèixer a finals de la temporada 2007 i l'equip Unibet.com va desaparèixer com a tal i es va reencarnar en Cycle Collstrop.
Els equips de l'UCI ProTour 2008 són:
| Codi | Equip               | País          | Millor ciclista al ProTour 2007 |
| ---- | ------------------- | ------------- | ------------------------------- |
| ALM  | AG2R-La Mondiale    | França        | Christophe Moreau (19)          |
| AST  | Astana              | Luxemburg     | Andreas Klöden (32)             |
| BTL  | Bouygues Telecom    | França        | Thomas Voeckler (52)            |
| COF  | Cofidis             | França        | Maxime Monfort (72)             |
| C.A  | Crédit Agricole     | França        | Thor Hushovd (31)               |
| CSC  | Team CSC            | Dinamarca     | Carlos Sastre (12)              |
| EUS  | Euskaltel-Euskadi   | Espanya       | Samuel Sánchez (9)              |
| FDJ  | Française des Jeux  | França        | Christophe Mengin (93)          |
| GCE  | Caisse d'Epargne    | Espanya       | Alejandro Valverde (4)          |
| GST  | Gerolsteiner        | Alemanya      | Davide Rebellin (2)             |
| LAM  | Lampre              | Itàlia        | Damiano Cunego (7)              |
| LIQ  | Liquigas            | Itàlia        | Leonardo Bertagnolli (29)       |
| MRM  | Milram              | Alemanya      | Alessandro Petacchi (13)        |
| QST  | Quick Step          | Bèlgica       | Tom Boonen (21)                 |
| RAB  | Rabobank            | Països Baixos | Óscar Freire (5)                |
| SDV  | Saunier Duval-Scott | Espanya       | Riccardo Riccò (16)             |
| SIL  | Silence-Lotto       | Bèlgica       | Cadel Evans (1)                 |
| THR  | Team High Road      | Estats Units  | Kim Kirchen (8)                 |

## Curses
L'edició del 2008 de l'UCI ProTour compta amb divuit curses diferents repartides per nou països diferents, entre les quals es poden destacar el Tour Down Under (primera aparició al ProTour), la Contrarellotge per equips d'Eindhoven (una cursa creada especialment pel ProTour) i la Volta a Catalunya (que forma part de la competició per quart any consecutiu).
Les curses de l'UCI ProTour 2008 són:
| Data                     | Cursa                         | Vencedor                     | Equip            |
| ------------------------ | ----------------------------- | ---------------------------- | ---------------- |
| 22-27 de gener           | Tour Down Under               | André Greipel                | Team High Road   |
| 6 d'abril                | Tour de Flandes               | Stijn Devolder               | Quick Step       |
| 7-12 d'abril             | Volta al País Basc            | Alberto Contador             | Team Astana      |
| 9 d'abril                | Gand-Wevelgem                 | Óscar Freire                 | Rabobank         |
| 20 d'abril               | Amstel Gold Race              | Damiano Cunego               | Lampre           |
| 29 d'abril-4 de maig     | Tour de Romandia              | Andreas Klöden               | Team Astana      |
| 19-25 de maig            | Volta a Catalunya             | Gustavo César Veloso         | Karpin-Galizia   |
| 8-15 de juny             | Critérium del Dauphiné Libéré | Alejandro Valverde           | Caisse d'Epargne |
| 14-22 de juny            | Volta a Suïssa                | Roman Kreuziger              | Liquigas         |
| 2 d'agost                | Clàssica de Sant Sebastià     | Alejandro Valverde           | Caisse d'Epargne |
| 20-27 d'agost            | Eneco Tour                    | José Iván Gutiérrez Palacios | Caisse d'Epargne |
| 25 d'agost               | GP Ouest France-Plouay        | Pierrick Fédrigo             | Bouygues Telecom |
| 29 d'agost-6 de setembre | Deutschland-Tour              | Linus Gerdemann              | Team Columbia    |
| 7 de setembre            | Vattenfall Cyclassics         | Robbie McEwen                | Silence-Lotto    |
| 14-20 de setembre        | Volta a Polònia               | Jens Voigt                   | Team CSC         |
| 5 d'octubre              | La Finale                     | anul·lada                    | anul·lada        |

### Resums

#### Tour Down Under
| Classificació | Vencedor           | Equip              |
| ------------- | ------------------ | ------------------ |
| General       | André Greipel      | Team High Road     |
| Muntanya      | Philippe Gilbert   | Française des Jeux |
| Regularitat   | André Greipel      | Team High Road     |
| Millor jove   | José Joaquín Rojas | Caisse d'Epargne   |
| Equip         | Française des Jeux | França             |

- Guanyadors de les etapes:
  - Mark Renshaw (CRE) • André Greipel (THR) • Allan Davis (UNI)
  - André Greipel (THR) • André Greipel (THR) • André Greipel (THR)

Després de guanyar la Tour Down Under Classic, l'alemany André Greipel va demostrar que era l'esprintador en millor forma del pilot al Tour Down Under. Emportant-se quatre de les sis etapes, que van acabar totes a l'esprint, Greipel va conquerir un mallot de líder que havia pres a l'australià Mark Renshaw quan aquest es va quedar tallat a la pujada de Willunga, a la penúltima etapa. Allan Davis també va tenir una actuació destacada, guanyant una etapa i quedant segon a la general participant amb l'equip UniSA-Australia, un combinat de ciclistes australians creat especialment per la prova. Tanmateix, no li va servir per trobar un equip que el contractés.
Arran del domini dels esprintadors en aquesta edició de la cursa, els organitzadors del Tour Down Under van començar a considerar endurir el recorregut en edicions posteriors perquè totes les etapes no acabessin en esprint massiu. Patrick Jonker i Stuart O'Grady, antics guanyadors de la cursa, van proposar incloure etapes més llargues o alguna etapa amb final en alt.

#### Tour de Flandes
| Ciclista           | Equip      |
| ------------------ | ---------- |
| Stijn Devolder     | Quick Step |
| Nick Nuyens        | Cofidis    |
| Joan Antoni Flecha | Rabobank   |

L'escapada del dia no es va formar fins al quilòmetre 111, i estava composta per Janek Tombak, Tom Veelers, Sven Renders i Vincent Jérôme. La primera part de la cursa es va desenvolupar amb sol, però a partir de la tercera hora de cursa va començar a ploure i a nevar lleugerament. La fuga no va comptar mai amb més de 2'20" d'avantatge i fou neutralitzada pel pilot al quilòmetre 185. Després d'uns quants intents d'escapada sense èxit, l'ascens al Koppenberg va provocar una selecció que va crear un grup dels favorits. Poc després va atacar el tricampió mundial Óscar Freire. Quan l'espanyol va ser neutralitzat després d'uns quants quilòmetres en solitari, es formà un nou grup davanter.
Després que deixés de ploure i tornés a sortir el sol, l'ascens al Valkenberg va deixar un grup de cinc ciclistes al capdavant: el vigent campió Alessandro Ballan, el campió belga Stijn Devolder, els neerlandesos Sebastian Langeveld i Karsten Kroon i l'estatunidenc George Hincapie. Protegint els interessos del seu líder, Devolder no va donar cap relleu al grup, i quan aquest va ser neutralitzat, Devolder va llançar un atac a 25 km de la meta.
Ràpidament va obrir un forat de trenta segons. Els primers a intentar caçar el belga foren Thor Hushovd, Janek Tombak, Sylvain Chavanel i Manuel Quinziato, però van ser neutralitzats al Kapelmuur. A l'última cota de la cursa, el Bosberg, Sebastian Langeveld va atacar de nou i va estar a punt d'atrapar Devolder, però el belga va resistir a la pujada i al posterior descens. A pocs quilòmetres del final, Langeveld va ser atrapat i el seu company d'equip Joan Antoni Flecha va contraatacar. Poc després es va unir a ell Nick Nuyens, però no van ser capaços d'evitar que Devolder s'endugués la victòria a Meerbeke.

#### Gand-Wevelgem
| Ciclista        | Equip            |
| --------------- | ---------------- |
| Óscar Freire    | Rabobank         |
| Aurélien Clerc  | Bouygues Télécom |
| Wouter Weylandt | Quick Step       |

#### Volta al País Basc
| Classificació | Vencedor         | Equip             |
| ------------- | ---------------- | ----------------- |
| General       | Alberto Contador | Team Astana       |
| Muntanya      | Egoi Martínez    | Euskaltel-Euskadi |
| Regularitat   | Damiano Cunego   | Lampre            |
| Equip         | Rabobank         |                   |

#### Amstel Gold Race
| Ciclista           | Equip            |
| ------------------ | ---------------- |
| Damiano Cunego     | Lampre           |
| Fränk Schleck      | Team CSC         |
| Alejandro Valverde | Caisse d'Epargne |

#### Tour de Romandia
| Classificació | Vencedor           | Equip          |
| ------------- | ------------------ | -------------- |
| General       | Andreas Kloden     | Team Astana    |
| Muntanya      | Francesco de Bonis | Gerolsteiner   |
| Esprints      | Morris Possoni     | Team High Road |
| Punts         | Daniele Bennati    | Liquigas       |

#### Volta a Catalunya
| Classificació | Vencedor             | Equip           |
| ------------- | -------------------- | --------------- |
| General       | Gustavo César Veloso | Karpin-Galicia  |
| Muntanya      | Christophe Moreau    | Agritubel       |
| Punts         | Thor Hushovd         | Crédit Agricole |
| Esprints      | Manuel Quinziato     | Liquigas        |
| Equip         | Team Astana          |                 |

#### Critérium del Dauphiné Libéré
| Classificació | Vencedor           | Equip            |
| ------------- | ------------------ | ---------------- |
| General       | Alejandro Valverde | Caisse d'Epargne |
| Muntanya      | Pierre Rolland     | Crédit Agricole  |
| Regularitat   | Alejandro Valverde | Caisse d'Epargne |
| Equip         | Euskaltel-Euskadi  |                  |

#### Volta a Suïssa
| Classificació | Vencedor              | Equip                 |
| ------------- | --------------------- | --------------------- |
| General       | Roman Kreuziger       | Liquigas              |
| Muntanya      | Maksim Iglinski       | Astana Qazaqstan Team |
| Regularitat   | Fabian Cancellara     | Team CSC              |
| Equip         | Astana Qazaqstan Team |                       |

#### Clàssica de Sant Sebastià
| Ciclista           | Equip            |
| ------------------ | ---------------- |
| Alejandro Valverde | Caisse d'Epargne |
| Aleksandr Kólobnev | Team CSC         |
| Davide Rebellin    | Gerolsteiner     |

#### Eneco Tour
| Classificació | Vencedor            | Equip            |
| ------------- | ------------------- | ---------------- |
| General       | José Iván Gutiérrez | Caisse d'Epargne |
| Muntanya      | Floris Goesinnen    | Skil-Shimano     |
| Punts         | Jurgen Roelandts    | Silence-Lotto    |
| Equip         | Team Columbia       |                  |

#### GP Ouest France-Plouay
| Ciclista           | Equip            |
| ------------------ | ---------------- |
| Pierrick Fédrigo   | Bouygues Telecom |
| Alessandro Ballan  | Lampre-Fondital  |
| David López García | Caisse d'Epargne |

#### Deutschland-Tour
| Classificació | Vencedor            | Equip         |
| ------------- | ------------------- | ------------- |
| General       | Linus Gerdemann     | Team Columbia |
| Muntanya      | Daniel Musiol       | Volksbank     |
| Punts         | Thomas Lövkvist     | Team CSC      |
| Equip         | Scott-American Beef |               |

#### Vattenfall Cyclassics
| Ciclista      | Equip           |
| ------------- | --------------- |
| Robbie McEwen | Silence-Lotto   |
| Mark Renshaw  | Crédit Agricole |
| Allan Davis   | Quick Step      |

#### Volta a Polònia
| Classificació | Vencedor      | Equip                 |
| ------------- | ------------- | --------------------- |
| General       | Jens Voigt    | CSC-Saxo Bank         |
| Muntanya      | Jens Voigt    | CSC-Saxo Bank         |
| Punts         | Allan Davis   | Quick Step-Innergetic |
| Equip         | CSC-Saxo Bank |                       |

## Classificacions

### Individual
- Classificació final[15]

| Posició | Ciclista               | Equip                 | Punts |
| ------- | ---------------------- | --------------------- | ----- |
| 1       | Alejandro Valverde     | Caisse d'Epargne      | 123   |
| 2       | Damiano Cunego         | Lampre                | 104   |
| 3       | Andreas Klöden         | Astana                | 96    |
| 4       | Roman Kreuziger        | Liquigas              | 94    |
| 5       | André Greipel          | Columbia              | 93    |
| 6       | Cadel Evans            | Silence-Lotto         | 85    |
| 7       | Stijn Devolder         | Quick Step-Innergetic | 80    |
| 8       | José Joaquín Rojas Gil | Caisse d'Epargne      | 77    |
| 9       | Thomas Lövkvist        | Columbia              | 74    |
| 10      | Alessandro Ballan      | Lampre                | 60    |
| 11      | Mikel Astarloza        | Euskaltel-Euskadi     | 60    |
| 12      | Allan Davis            | Quick Step            | 59    |
| 13      | Alberto Contador       | Astana                | 58    |
| 14      | José Iván Gutiérrez    | Caisse d'Epargne      | 56    |
| 15      | Pierrick Fedrigo       | Bouygues Télécom      | 55    |
| 16      | Daniel Navarro         | Astana                | 55    |
| 17      | Jens Voigt             | Team CSC-Saxo Bank    | 53    |
| 18      | Linus Gerdemann        | Team Columbia         | 53    |
| 19      | Janez Brajkovič        | Astana                | 53    |
| 20      | Robbie McEwen          | Silence-Lotto         | 52    |

- 153 ciclistes han puntuat en alguna cursa de l'UCI ProTour 2008

### Equips
- Classificació final[16]

| Posició | Equip                            | País          | Punts |
| ------- | -------------------------------- | ------------- | ----- |
| 1       | Caisse d'Epargne                 | Espanya       | 229   |
| 2       | Astana                           | Luxemburg     | 226   |
| 3       | Team CSC-Saxo Bank               | Dinamarca     | 180   |
| 4       | Liquigas                         | Itàlia        | 178   |
| 5       | Scott-American Beef              | Espanya       | 177   |
| 6       | Crédit Agricole                  | França        | 161   |
| 7       | Euskaltel-Euskadi                | Espanya       | 160   |
| 8       | Quick Step                       | Bèlgica       | 160   |
| 9       | Columbia                         | Estats Units  | 159   |
| 10      | Rabobank                         | Països Baixos | 156   |
| 11      | Silence-Lotto                    | Bèlgica       | 155   |
| 12      | Française des Jeux               | França        | 152   |
| 13      | Ag2r-La Mondiale                 | França        | 145   |
| 14      | Gerolsteiner                     | Alemanya      | 142   |
| 15      | Bouygues Télécom                 | França        | 108   |
| 16      | Cofidis, Le Crédit par Téléphone | França        | 107   |
| 17      | Lampre                           | Itàlia        | 95    |
| 18      | Team Milram                      | Alemanya      | 79    |

### Països
- Classificació final[17]

| Posició | País          | Punts |
| ------- | ------------- | ----- |
| 1       | Espanya       | 374   |
| 2       | Alemanya      | 317   |
| 3       | Itàlia        | 295   |
| 4       | Austràlia     | 268   |
| 5       | Bèlgica       | 216   |
| 6       | França        | 177   |
| 7       | Txèquia       | 94    |
| 8       | Luxemburg     | 94    |
| 9       | Països Baixos | 90    |
| 10      | Rússia        | 87    |

- Ciclistes de 27 països han puntuat en alguna cursa de l'UCI ProTour 2008